# Morderstwa na Whitechapel

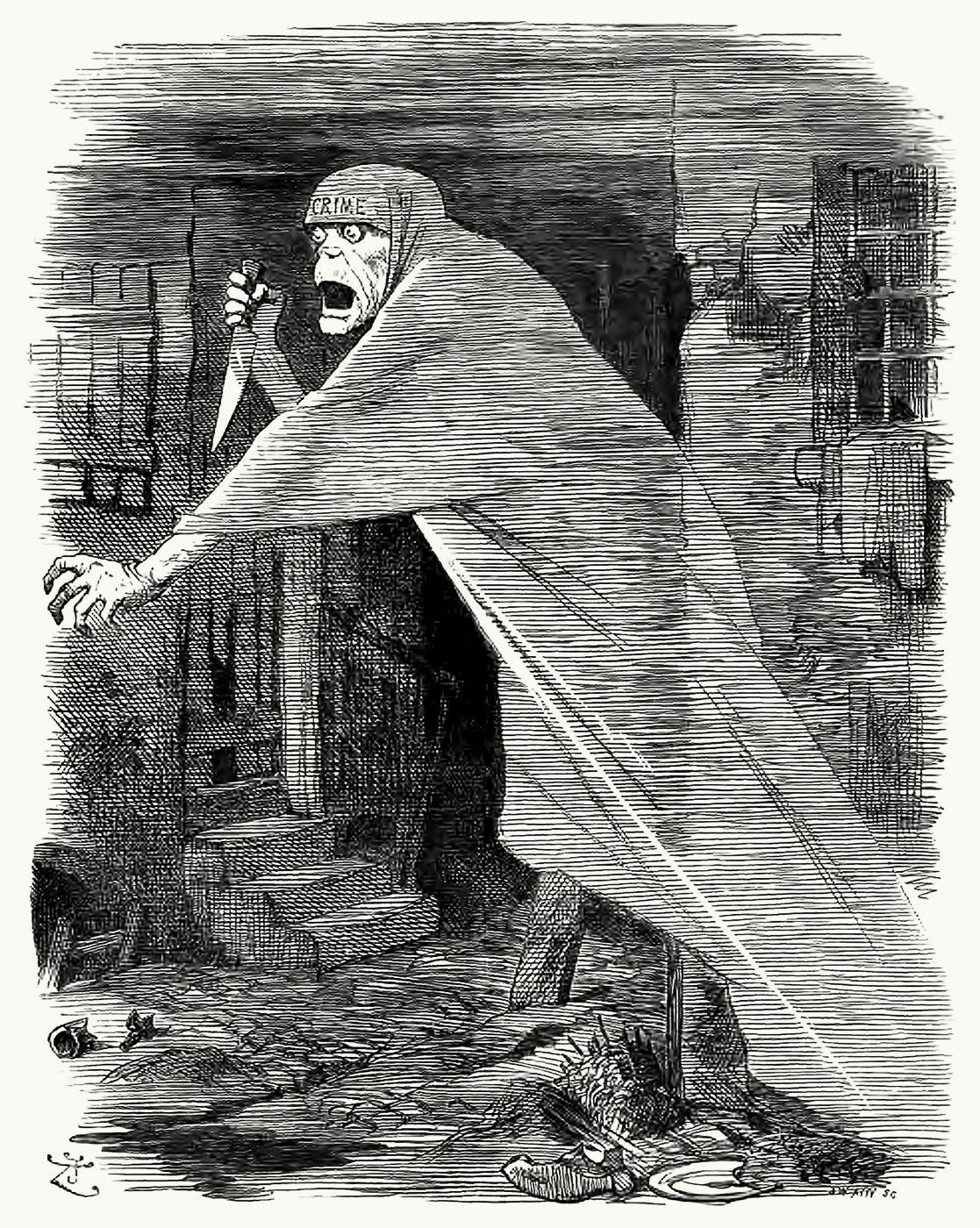
„Nemezis Zaniedbania” – rysunek Johna Tenniela z czasopisma Punch (1888) przedstawiający Kubę Rozpruwacza jako fantomicznego dręczyciela Whitechapel i ucieleśnienie braku troski o najuboższe warstwy społeczne

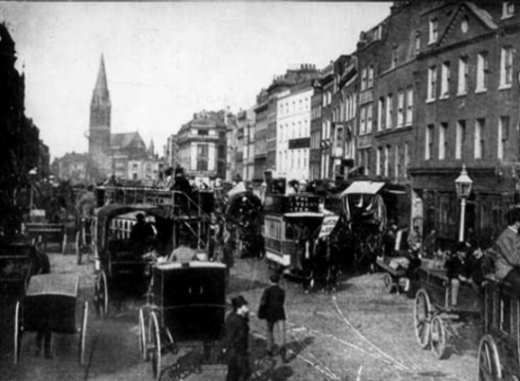
Whitechapel High Street i St Mary Matfelon w 1905 roku

Morderstwa na Whitechapel (ang. Whitechapel murders) – tym terminem określono jedenaście zabójstw kobiet, do których doszło między 3 kwietnia 1888 a 13 lutego 1891 w Whitechapel, ubogiej dzielnicy londyńskiego East Endu. Zdarzenia zostały powiązane z działalnością tajemniczego seryjnego mordercy, znanego pod pseudonimem Kuby Rozpruwacza.
Większość lub wszystkie ofiary – Emma Elizabeth Smith, Martha Tabram, Mary Ann Nichols, Annie Chapman, Elizabeth Stride, Catherine Eddowes, Mary Jane Kelly, Rose Mylett, Alice McKenzie, Frances Coles i jedna nierozpoznana kobieta – były prostytutkami. Smith przeszła napaść na tle seksualnym i została obrabowana przez gang, Tabram trzydzieści dziewięć razy pchnięto nożem, Nichols, Chapman, Stride, Eddowes, Kelly, McKenzie i Coles zginęły przez poderżnięcie gardła. Oprócz tego Nichols, Champan, Eddowes i Kelly rozpruto brzuchy, a Stride i Eddowes zginęły tej samej nocy. Mylett uduszono, a przyczyny śmierci nierozpoznanej kobiety są nieznane, jednakże po śmierci jej ciało zostało rozczłonkowane.
Mimo starań policji oraz wielu prywatnych osób, w tym tych skupionych w Komitecie Czujności Dzielnicy Whitechapel, sprawca nie został schwytany. Brutalne morderstwa zwróciły uwagę na złe warunki życia w Whitechapel i doprowadziły do ich znacznej poprawy. Aura tajemnicy je otaczająca do dzisiaj fascynuje wielu ludzi.

## Tło
Pod koniec epoki wiktoriańskiej londyńska dzielnica Whitechapel cieszyła się bardzo złą sławą. Obszar wokół ulicy Flower and Dean uchodził za „prawdopodobnie najobrzydliwszą i najbardziej niebezpieczną ulicę całej metropolii”. Ulica Dorset była określana jako „najgorsza w Londynie”. Funkcjonariusz policji, Robert Anderson, polecił zwiedzenie dzielnicy Whitechapel „zainteresowanym niebezpiecznymi grupami” jako miejsce, gdzie szaleje przestępczość. Charakteryzowała ją skrajna bieda mieszkańców, duża liczba bezdomnych, powszechny alkoholizm, prostytucja na dużą skalę oraz wysoki odsetek przestępczości. Władza, starając się zmniejszyć liczbę bezdomnych, lokowała ich masowo w niewielkich, tanich kwaterach. Szacuje się, że w jednym małym pokoju mieszkało średnio osiem-dziewięć osób. Zidentyfikowane ofiary morderstw na Whitechapel zamieszkiwały w centrum Spitalfields, z czego trzy przy ulicy George, dwie przy Dorset, kolejne dwie przy Flower and Dean, a jedna przy Thrawl.
XIX-wieczna policja w śledztwie mogła polegać jedynie na zeznaniach świadków, złapaniu sprawcy na gorącym uczynku lub mocnych dowodach rzeczowych łączących go ze zbrodniami. Nie znano wtedy bardziej specjalistycznych technik kryminalistycznych jak np. daktyloskopia.
W śledztwie zostało uwzględnionych jedenaście pojedynczych zabójstw popełnionych w latach 1888–1889, w aktach przyjęto dla nich nazwę „morderstw na Whitechapel”. Spora cześć materiału dowodowego nie dotrwała do dzisiaj, została bowiem zniszczona bądź skradziona.

## Ofiary morderstw. Postęp śledztwa

### Emma Elizabeth Smith
We wtorek, 3 kwietnia 1888, dzień po poniedziałku wielkanocnym, przy skrzyżowaniu ulic Osborn i Brick Lane zaatakowano, a następnie okradziono prostytutkę Emmę Smith. Mimo odniesionych obrażeń przeżyła napaść i pieszo powróciła do pensjonatu na ulicy George 18. Tam poinformowała zastępczą dozorczynię, Mary Russell, że napadło ją dwóch lub trzech mężczyzn, w tym nastolatek. Russell zabrała poszkodowaną do londyńskiego szpitala, gdzie wykazano, że kobiecie wepchnięto do pochwy tępy przedmiot, przebijając otrzewną, co doprowadziło do stanu zapalnego. Z tego powodu Smith zmarła następnego dnia około godziny dziewiątej. Śledztwo w sprawie zabójstwa Smith rozpoczęło się 7 kwietnia 1888. Prowadził je koroner Wynne Edwin Baxter, znany także z udziału w dochodzeniu dotyczącym kolejnych sześciu morderstw. Policji nie udało się nigdy złapać sprawców napadu. Detektyw Walter Dew uznał Smith za pierwszą ofiarę Kuby Rozpruwacza, jednakże badający sprawę policjanci stwierdzili, że to raczej dzieło gangu.
Kobieta nie była w stanie lub nie chciała opisać napastników. Prostytutki często działały pod okiem zorganizowanych grup przestępczych, możliwe więc, że Smith zaatakowali jej właśni sutenerzy w ramach ukarania za nieposłuszeństwo lub celem zastraszenia. Poszkodowana w obawie przed odwetem nie opisała wyglądu napastników, a związek jej śmierci z późniejszymi zabójstwami jest wątpliwy.

### Martha Tabram

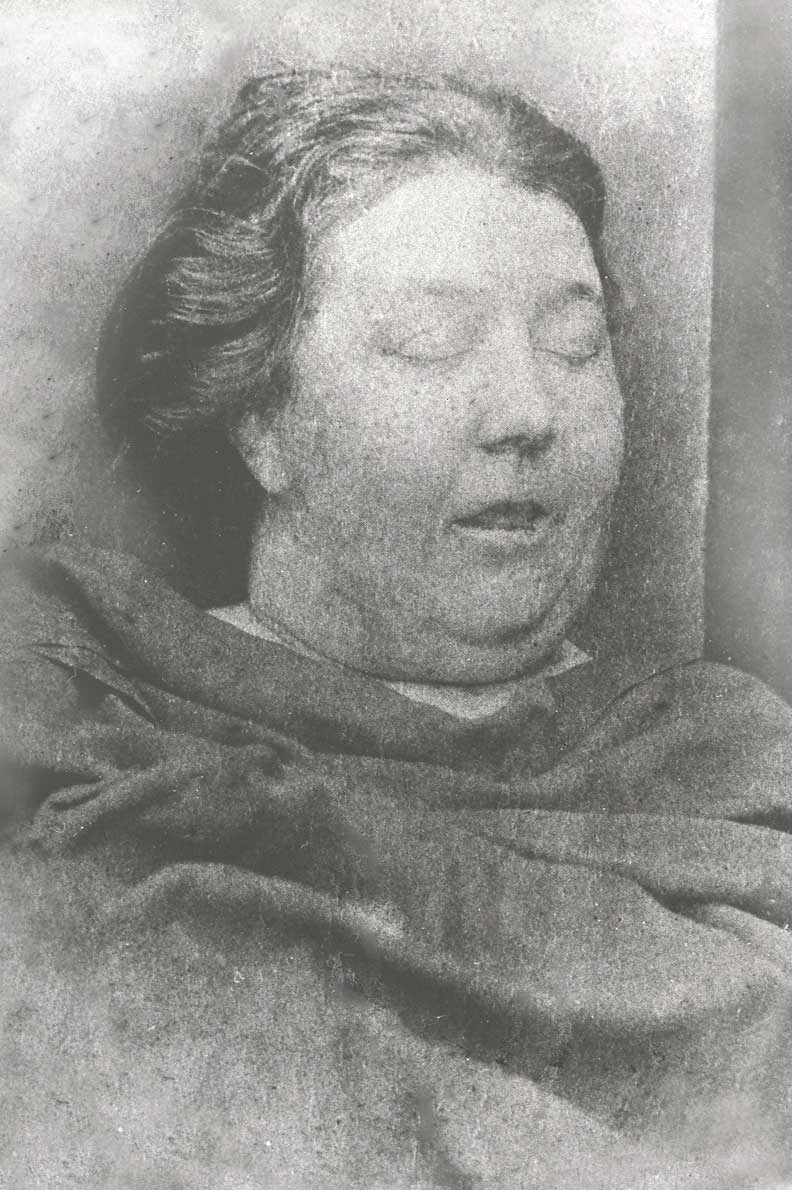
Martha Tabram, zamieszkała w Satchell’s Lodging House, na George Street 19, zginęła w wieku 39 lat

Prostytutka Martha Tabram została zamordowana we wtorek 7 sierpnia 1888 roku około 2.30, dzień po wolnym od pracy poniedziałku. Jej zwłoki znaleziono na schodach budynku przy George Yard, na obszarze Whitechapel. Sekcja zwłok wykazała, że kobieta została trzydzieści dziewięć razy pchnięta nożem o krótkim ostrzu. Funkcjonariusze zanegowali związek między zabójstwami Smith i Tabram, łącząc to drugie raczej z późniejszymi morderstwami. Tabram, w przeciwieństwie do większości późniejszych ofiar, została zadźgana i nie miała na ciele żadnych ran ciętych, przez co większość współczesnych badaczy odrzuca związek jej śmierci z innymi morderstwami dokonanymi na Whitechapel, choć nie można go z góry wykluczyć.

### Mary Ann Nichols

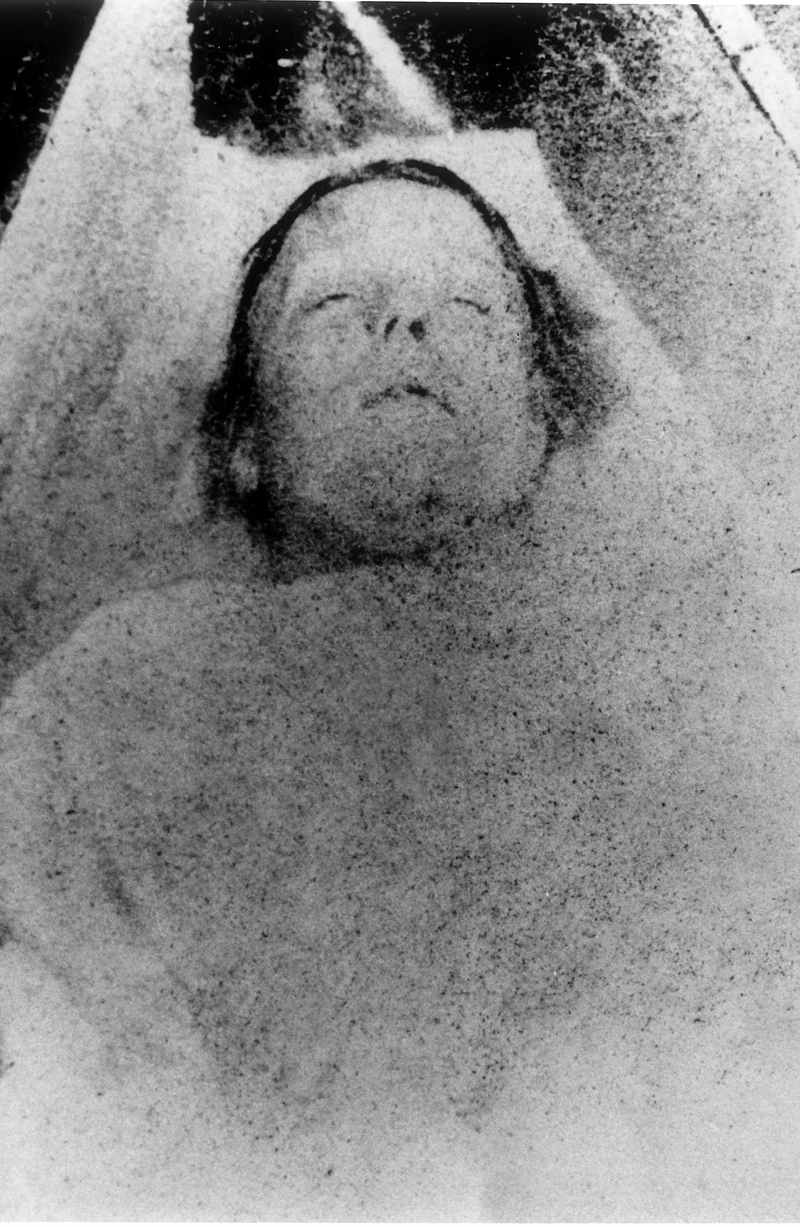
Mary Ann Nichols, zamieszkała w Wilmott’s Lodging House na Thrawl Street 18, zginęła w wieku 43 lat

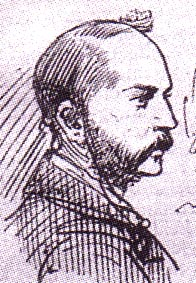
Detektyw Frederick Abberline biorący udział w śledztwie

W piątek 31 sierpnia 1888 zginęła Mary Ann Nichols. Jej zwłoki odkrył na ulicy Buck’s Row około 3.45 furman Charles Cross. Morderca dwukrotnie poderżnął kobiecie gardło od lewej do prawej strony oraz głęboko rozciął brzuch, dokonał także kilku płytszych cięć. Wszystko wskazywało na to, że rany powłok brzusznych zostały zadane martwej, leżącej na ziemi ofierze. Początkowo śledztwo prowadzili lokalni funkcjonariusze. Nie odnieśli większych sukcesów, ograniczając się do spekulacji, że Nichols podobnie jak Smith padła ofiarą gangu. Wkrótce potem gazeta „Star” opublikowała artykuł, w którym uznano, że za zabójstwa Smith, Tabram i Nichols odpowiada pojedynczy morderca. To sensacyjne twierdzenie podchwyciły później inne czasopisma. Zaniepokojony wieściami o grasującym w Londynie seryjnym mordercy Scotland Yard powierzył dochodzenie trzem funkcjonariuszom: Frederickowi Abberline, Henry’emu Moore i Walterowi Simonowi Andrewsowi. Związany ze sprawą koroner Edwin Baxter uznał, że Nichols została zamordowana po trzeciej w tym samym miejscu, w którym znaleziono jej ciało. Zanegował on związek śmierci Nichols z zabójstwami Tabram oraz Smith, wskazując na fakt, że dwie ostatnie kobiety nie miały podciętego gardła oraz charakterystycznych okaleczeń. Krótko po rozpoczęciu dochodzenia w sprawie zabójstwa Nichols doszło do kolejnego morderstwa, którego ofiarą była Annie Chapman. Baxter zanotował wtedy „podobieństwo obrażeń w obu przypadkach jest znaczne”.

### Annie Chapman

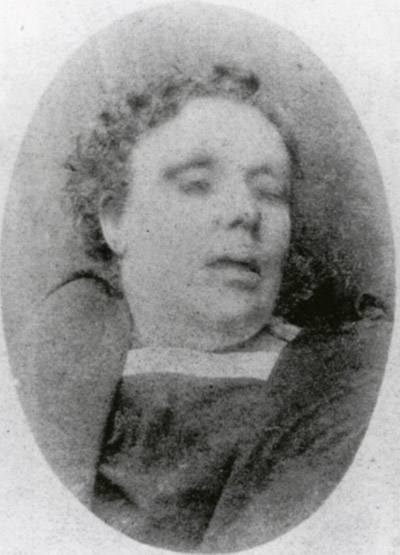
Annie Chapman zamieszkała w Crossingham’s Lodging House na Dorset Street 35, zginęła w wieku 47 lat

Około szóstej rano w sobotę 8 września 1888 na podwórzu budynku przy ulicy Hanbury 29 odkryto zwłoki prostytutki Annie Chapman. Opuściła ona noclegownię około drugiej w nocy i udała się do pracy. Morderca przeciął jej gardło z lewej do prawej, rozciął brzuch oraz wyjął jelita, zostawiając je leżące na ramieniu ofiary. Sekcja zwłok wykazała, że usunięto jej także macicę. Patolog George Bagster Phillips uznał, że zabójca musiał posiadać sporą wiedzę anatomiczną, gdyż usunął macicę zaledwie jednym cięciem, używając prawdopodobnie noża z ostrzem o długości 15–20 cm. Wiele osób interweniujących w sprawie tajemniczych morderstw na Whitechapel zanegowała jego opinię. Ponieważ autopsji nie wykonano zaraz po odkryciu zwłok na ulicy, pojawiły się sugestie, że narząd usunął i zabrał na pamiątkę któryś z pracowników kostnicy, nie wzbudzając podejrzeń z powodu sporego okaleczenie ciała przez zabójcę.
Dwa dni po morderstwie policja zatrzymała żydowskiego szewca Johna Pizera, znanego jako „Skórzany Fartuch”. Był on podejrzewany o zastraszania prostytutek, jednak po przedstawieniu mocnego alibi został zwolniony. Elizabeth Long zeznała, że ok. 5.30 widziała Chapman rozmawiającą z mężczyzną w pobliżu miejsca, gdzie później odkryto ciało. Kobieta opisała go jako nieco wyższego od Chapman, miał ciemną karnację. Nosił brązową czapkę myśliwską i ciemny płaszcz. Przebywający w tym czasie na podwórku sąsiadującego z miejscem zbrodni numeru 27, stolarz Albert Cadosch, zeznał, że usłyszał dźwięk przypominający głośne uderzenie czegoś ciężkiego w ogrodzenie.
Walter Dew w swoich wspomnieniach notuje, że morderstwo Chapman wywołało powszechną panikę w Londynie. Wściekły tłum zaatakował komisariat policji, twierdząc, że zabójca jest tam przetrzymywany. Parlamentarzysta Samuel Montagu zaproponował wypłacenie 100 funtów osobie, która zidentyfikuje mordercę. Spekulacje, że brutalne zbrodnie były dokonywane w ramach żydowskich mordów rytualnych, doprowadziły do antysemickich demonstracji. Niezadowoleni z przebiegu policyjnego śledztwa obywatele, pod przywództwem George’a Luska, utworzyli wolontariacki Komitet Czujności Dzielnicy Whitechapel, mający na celu zatrzymanie zbrodniarza. Również oni zaoferowali nagrodę dla osoby, która złapie mordercę. Londyńska policja pod naciskiem Ministerstwa Spraw Wewnętrznych odmówiła zaoferowania nagrody dla osoby, która by rozpoznała mordercę, gdyż doprowadziłoby to do wielu fałszywych, opartych na spekulacjach doniesień utrudniających dochodzenie, wynajęła jednak dwóch prywatnych detektywów.
7 września szef Departamentu Dochodzeń Kryminalnych (CID) wyjechał na urlop do Szwajcarii. 2 września urlop wziął również zaangażowany w początkowe śledztwo Thomas Arnold. Utrudniało to dochodzenie i zmusiło Charlesa Warrena do mianowania nadinspektorem Donalda Swansona. 18 września zatrzymano niemieckiego fryzjera Charlesa Ludwiga. W czasie, gdy przebywał w areszcie, doszło do morderstw Elizabeth Stride oraz Catherine Eddowes, co świadczyło, że prawdziwy morderca dalej przebywał na wolności. Z tego powodu, około dwa tygodnie po zatrzymaniu, wypuszczono go na wolność.

### „Podwójne wydarzenia”: Elizabeth Stride i Catherine Eddowes

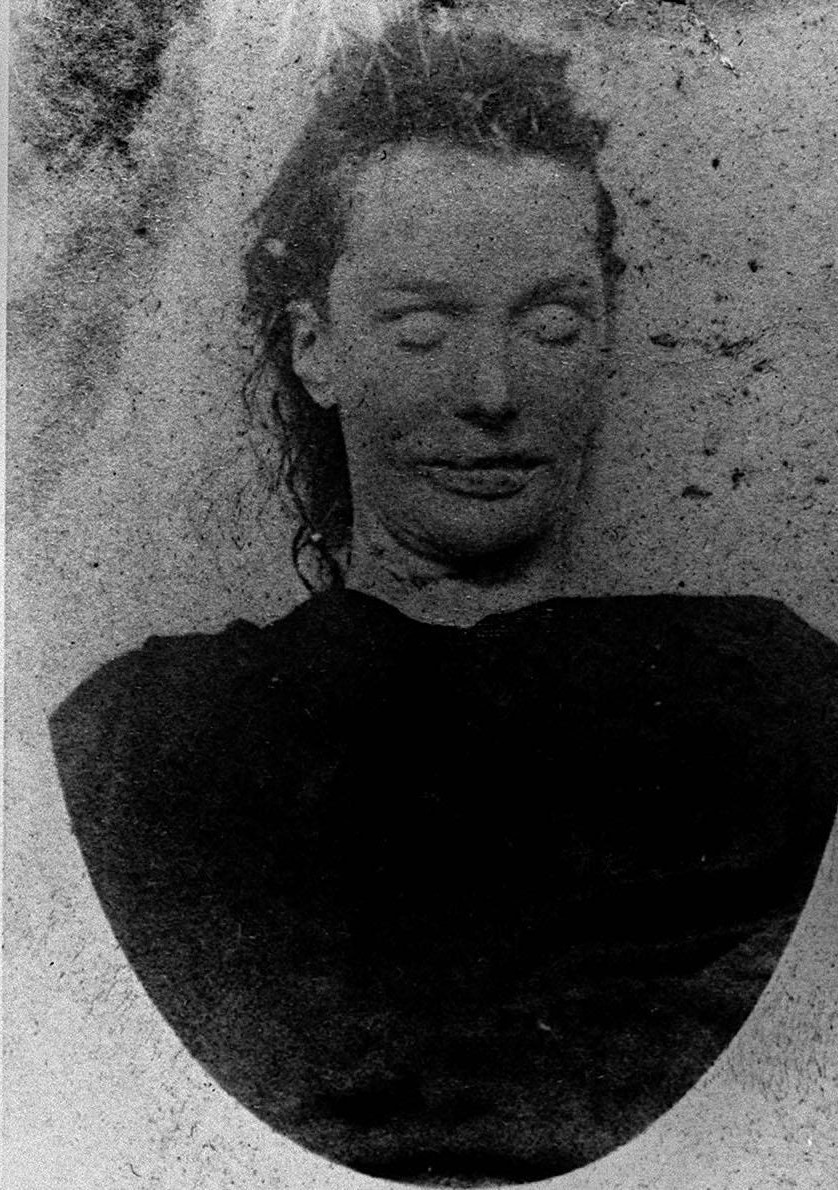
Elizabeth Stride, zamieszkała na Flower and Dean Street 32, zginęła w wieku 44 lat

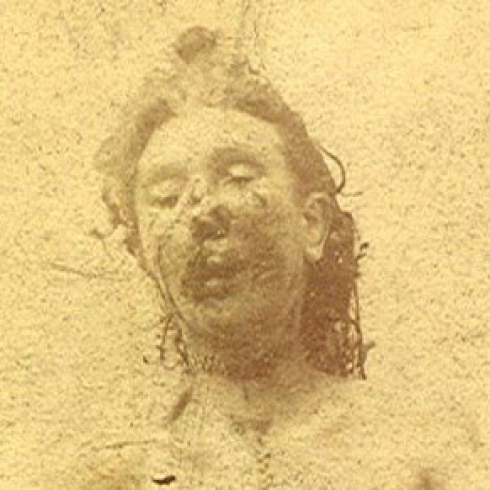
Catherine Eddowes, zamieszkała ze swoim partnerem Johnem Kellym na Flower and Dean Street 55, zginęła w wieku 46 lat

W niedzielę 30 września 1888 około pierwszej nad ranem w bramie Dutfield’s Yard, przy budynku pod numerem 40 na ulicy Berner, odkryto ciało prostytutki Elizabeth Stride. Leżało w kałuży krwi, cieknącej z przeciętego od lewej do prawej gardła. Jej zwłoki były jeszcze ciepłe, co wskazywało, że zginęła zaledwie kilka minut wcześniej. Poza podciętym gardłem, na jej ciele nie znaleziono żadnych obrażeń, co mogło świadczyć o tym, że morderca został spłoszony, być może przez Louisa Diemschutza, którzy pierwszy zauważył martwą kobietę. Inni negowali związek tego zabójstwa z pozostałymi. Powoływali się na brak ran na ciele oraz fakt, że ciało Stride, jako jedyne, zostało odkryte na południe od Whitechapel Road, a ostrze, którym podcięto jej gardło, wydawało się być krótsze i innego kształtu.
Zwłoki Catherine Eddowes znalazł ok. 1.45 Edward Watkins w południowo-zachodniej części Mitre Square, około dwanaście minut drogi od miejsca, gdzie leżało ciało Stride. Prawdopodobnie zginęła ok. 10 minut wcześniej. Morderca przeciął ostrym spiczastym nożem o długości prawdopodobnie ok. 15 cm gardło ofiary, rozciął brzuch, okaleczył twarz, wyjął jelita i ułożył je między tułowiem a prawym ramieniem, usunął lewą nerkę oraz sporą część macicy. Śledztwo dotyczące tajemniczej śmierci Eddowes rozpoczął koroner Samuel F. Langham 4 października 1888. Patolog Frederick Gordon Brown stwierdził, że morderca „posiadał sporą wiedzę na temat lokalizacji organów” i na podstawie analizy obrażeń stwierdził, że działał on w pojedynkę, a zwłoki okaleczył, klęcząc obok nich z prawej strony. Jego opinię zakwestionował chirurg George William Sequeira, uznający, że morderca nie posiadał szczegółowej znajomości anatomii człowieka i usuwał raczej przypadkowe narządy. Pogląd ten podzielał lekarz wojskowy William Sedgwick Saunders obecny przy sekcjach zwłok licznych ofiar. Z powodu lokalizacji obu morderstw policja zgodnie z propozycjami detektywa Jamesa McWilliama włączyła je do śledztwa.
Około trzeciej w nocy 30 września 1888, policja odnalazła w bramie budynku nr. 108 – 119, na ulicy Goulston, ok. 500 m od miejsca, gdzie zamordowano Eddowes, zakrwawiony fartuch. Na ścianie tej bramy odkryto wykonany kredą napis, który został odczytany jako „Żydzi są ludźmi, którzy nie będą obwiniani o nic” lub „Żydzi nie są ludźmi, którzy nie będą obwiniani o nic”. Około piątej nad ranem na miejsce przybył komisarz Charles Warren. Obawiając się wybuchu antysemickich zamieszek, nakazał zmazać graffiti. Ulica Goulston leżała bezpośrednio na trasie z Mitre Square do ulicy Flower and Dean, gdzie mieszkały Stride i Eddowes.
Koroner Wynne Baxter uznał, że Elizabeth Stride została zaatakowana szybko i niespodziewanie. W jej lewej dłoni znaleziono torebkę z cukierkami odświeżającymi oddech, co świadczy, że nie zdążyła podjąć obrony. Właściciel sklepu spożywczego Matthew Packer zeznał prywatnemu detektywowi, wynajętemu przez Komitet Czujności Dzielnicy Whitechapel, że krótko przed śmiercią Stride w towarzystwie tajemniczego mężczyzny kupowała u niego winogrona. Gdy zamykał sklep, nie zauważył niczego podejrzanego. Patolodzy przeprowadzający sekcję Stride zaprzeczyli, jakoby przed śmiercią ofiara spożywała winogrona. Zeznali, że w jej żołądku znaleźli wyłącznie „ser, ziemniaki oraz mączny proszek (mąka bądź zmielone zboża)”. Mimo to historia Packera została opublikowana w prasie. Inne osoby również twierdziły, że widziały zamordowane kobiety z kimś, kto mógł być zabójcą, choć ich relacje były sprzeczne. Joseph Lawende, krótko przed morderstwem Eddowes, przechodził z dwoma przyjaciółmi przez Mitre Square. Zrelacjonował, że widział ją z wąsatym mężczyzną w wieku ok. trzydziestu lat, niechlujnie ubranym, noszącym na głowie czapkę z daszkiem. Nadinspektor zauważył, że rysopis potencjalnego mordercy podany przez Lawende jest bardzo podobny do wyglądu mężczyzny, z którym, według jednego ze świadków, przebywała Stride w noc jej śmierci. Towarzysze Lawende nie byli w stanie potwierdzić jego świadectwa, a on sam stwierdził, że nie potrafiłby ponownie rozpoznać zabójcy.
Powszechnie krytykowano nieudolność policji i Ministerstwa Spraw Wewnętrznych. Policja i burmistrz miasta zaproponowali nagrodę 500 funtów brytyjskich dla osoby, która dostarczy informacji umożliwiających schwytanie seryjnego mordercy.
Pojawił się pomysł wykorzystania psów w celu tropienia kryminalisty. Zrezygnowano jednak z jego realizacji z powodu dużego prawdopodobieństwa zgubienia przez zwierzęta tropu w pełnych zapachów ulicach oraz braku doświadczenia w tropieniu w środowiskach miejskich. Ponadto właściciele psów obawiali się, że przestępcy, gdy się o tym dowiedzą, postanowią je otruć.
27 września 1888 Centralna Agencja Prasowa otrzymała list określany od jego pierwszych słów jako list „Drogi szefie”. Jego autor podawał się za mordercę z Whitechapel. W jego tekście po raz pierwszy pojawił się pseudonim Kuba Rozpruwacz. 1 października dotarła do agencji karta pocztowa „Zuchwały Kuba”, której nadawca określa zabójstwa Stride i Eddowes „podwójnym wydarzeniem”.
We wtorek 2 października 1888 w budynku, będącym obecnie siedzibą Scotland Yardu, odkryto tułów niezidentyfikowanej kobiety określony jako „Zagadka Whitehall”. Prasa połączyła tę zbrodnię z zabójstwami na Whitechapel, jednak policja nie uwzględniła jej w śledztwie. Jakikolwiek związek między tym zdarzeniem a pozostałymi morderstwami był mało prawdopodobny. Tego samego dnia Scotland Yard odwiedził, zajmujący się parapsychologią, Robert James Lees i zaproponował wykorzystanie swoich paranormalnych zdolności do złapania przestępcy. Policjanci odprawili go, nazywając „głupcem i szaleńcem”.
Przewodniczący Departamentu Śledztw Kryminalnych Anderson powrócił z urlopu 6 października 1888 i przyłączył się do śledztwa. 16 października przewodniczący Komitetu Czujności Dzielnicy Whitechapel – George Lusk – odebrał list rzekomo napisany przez zabójcę. Charakter pisma mocno różnił się od znanego z listu „Drogi szefie” i pocztówki „Zuchwały Kuba”. Dołączono do niego pudełko zawierające pół ludzkiej nerki. Autor listu pisze, że wyciął ją z ciała Eddowes, a drugą jej połowę „usmażył i zjadł”. Opinie co do autentyczności listu i załączonej do niego nerki są podzielone. Do końca października 1888 policja przesłuchała ponad 2000 ludzi, sprawdziła alibi ponad 300, a 80 zatrzymała.

### Mary Jane Kelly

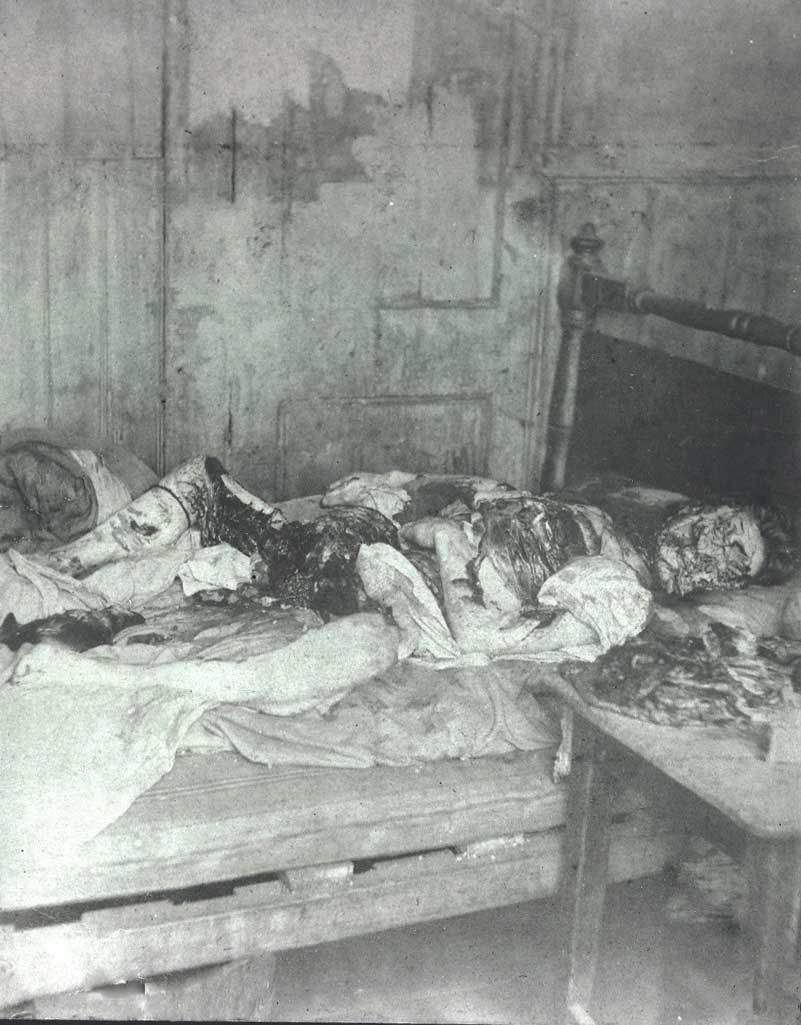
Zwłoki 25-letniej Mary Jane Kelly znaleziono w jej pokoju mieszkalnym

Mary Jane Kelly została zamordowana w swoim jednoosobowym pokoju mieszkalnym, pod adresem Miller’s Court 13, w pobliżu ulicy Dorset, w piątek 9 listopada 1888. Jedna z wcześniejszych ofiar, Annie Chapman, mieszkała na ulicy Dorset, a Eddowes często nocowała tam pod gołym niebem.
Mocno okaleczone ułożone na łóżku zwłoki Kelly odkryto ok. 10.45 rano. Patolog George Bagster Phillips uznał, że przyczyną śmierci kobiety było przecięcie gardła. Morderca rozciął brzuch kobiety, wyciągnął i porozrzucał wokół ciała wszystkie narządy, odciął piersi, okaleczył twarz w sposób uniemożliwiający identyfikację, usunął też mięśnie z ud, odsłaniając częściowo kości. Kelly, jako jedyna z ofiar, została znaleziona praktycznie całkowicie rozebrana, miała na sobie jedynie koszulę. Większość jej ubioru była schludnie złożona na krześle, brakowało jedynie kilku części. Abberline uznał, że zabójca spalił je w kominku, by zapewnić sobie wystarczającą widoczność (pokój był oświetlony tylko jedną świecą). Morderstwo Kelly było najbrutalniejsze, prawdopodobnie dlatego, że przestępca w mieszkaniu mógł dłużej okaleczać zwłoki niż na ulicy bez ryzyka złapania. Nagość i starannie ułożenie ubrań prostytutki, mogło wskazywać, że zabił ją ktoś, kogo znała i wpuściła do domu, uznała za klienta lub do zbrodni doszło, kiedy była pijana bądź spała.
Koroner Roderick Macdonald nadzorował dochodzenie w sprawie śmierci Kelly. Na pogrzeb kobiety 19 listopada przybył ogromny tłum żałobników. Ulice miasta były praktycznie zablokowane z powodu wielkiej liczby osób chcących uczestniczyć w przeniesieniu zwłok z kostnicy w Shoreditch na rzymskokatolicki cmentarz w Leytonstone.
Charles Warren zrezygnował z dalszego udziału w śledztwie 8 listopada, gdy Ministerstwo Spraw Wewnętrznych poinformowało go, że nie może składać publicznych oświadczeń bez jego zgody. Jego miejsce zajął James Monro, który kilka miesięcy wcześniej wycofał się z dochodzenia. 10 listopada 1888 chirurg Thomas Bond napisał list do Roberta Andersona, w którym wynotował zbieżności w morderstwach Nichols, Chapman, Stride, Eddowes i Kelly oraz stwierdził, że „zostały one niewątpliwie popełnione tą samą ręką”. W tym czasie Rada Ministrów Wielkiej Brytanii postanowiła dać całkowitą amnestię ewentualnemu wspólnikowi mordercy, o ile ten by go wydał. Komisarz londyńskiej policji poinformował, że mimo obecności w listopadzie i grudniu 1888 na ulicach Whitechapel 143 policjantów ubranych w cywilne ubrania, zbrodniarz nie został złapany.

### Rose Mylett
W czwartek 20 grudnia 1888 patrol policyjny odnalazł zwłoki Rose Mylett (znanej też jako Catherine Millett i Lizzie Davis) na obszarze Clarke’s Yard, na ulicy Poplar High. Mylett mieszkała w noclegowni pod adresem George Street 18, podobnie jak Emma Smith. Przyczyną śmierci Mylett jednoznacznie było uduszenie, nie ma jednak pewności czy doszło do samobójstwa czy raczej morderstwa. Czterej lekarze badający jej zwłoki uznali, że padła ona ofiarą zabójstwa. Robert Anderson stwierdził, że przypadkowo powiesiła się na kołnierzyku swojej sukni w stanie zamroczenia alkoholowego. Na jego prośbę oględzin ciała dokonał Thomas Bond. Wyniki potwierdziły przypuszczenia Andersona. Również Monro doszedł do wniosku, że to śmierć z przyczyn naturalnych bądź samobójstwo, o czym świadczy brak śladów walki na ciele kobiety. Baxter powiedział, że „nic nie świadczy, iż zgon był spowodowany przemocą”. Mimo wszystko rada przysięgłych wydała następujący werdykt: „zabójstwo z premedytacją popełnione przez nieznanego sprawcę lub sprawców”, a policja uwzględniła śmierć Mylett w śledztwie.

### Alice McKenzie

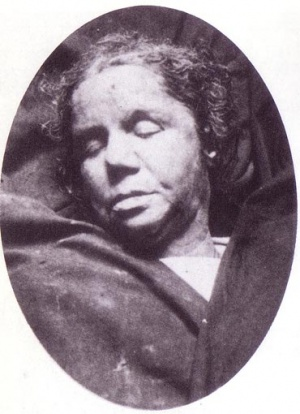
Alice McKenzie, zamieszkała w Mr. Tenpenny’s Lodging House na Gun Street 52, zginęła w wieku 40 lat

Alice McKenzie była prawdopodobnie prostytutką i została zamordowana ok. 12.40 w środę 17 lipca 1889 w Castle Alley na obszarze Whitechapel. Przyczyną zgonu było przecięcie gardła z lewej do prawej. Ponadto na jej brzuchu znaleziono rany. Były one płytsze niż te znalezione u Nichols, Chapman, Eddowes i Kelly, a do ich zadawania użyto noża o krótszym ostrzu. Komisarz Monro oraz Bond uznali śmierć McKenzie za dzieło Kuby Rozpruwacza, jednak Phillips, Anderson i Abberline nie zgodzili się z tą opinią. Również późniejsi badacze wyrażali różne poglądy: zdaniem jednych McKenzie padła ofiarą Rozpruwacza, drudzy twierdzili, że tej zbrodni dokonał inny morderca, naśladujący jego modus operandi w celu odsunięcia od siebie zarzutów. Baxter uznał za prawdopodobne obie możliwości.

### Morderstwo z Pinchin Street
We wtorek 10 września 1889 około 5.15 na Pinchin Street w Whitechapel odkryto tułów kobiety. Mimo starań funkcjonariuszy, policji nie udało się odnaleźć pozostałych części jej ciała, zidentyfikować ją lub ustalić tożsamość mordercy. Nadinspektor Swanson i komisarz Monro po oględzinach zwłok wykluczyli możliwość, jakoby przyczyną śmierci był krwotok lub poderżnięcie gardła, jednakże wykonujący sekcję zwłok ofiary patolodzy stwierdzili ogólne niedokrwienia tkanek, sugerujące, że do zgonu przyczyniła się duża utrata krwi. W prasie pojawiły się spekulacje, że odnalezione ciało należało do zaginionej Lydii Hart, jednak wkrótce potem odnaleziono ją w zakładzie psychiatrycznym, gdzie znalazła się po „napadzie szaleństwa”. Błędna okazała się również próba identyfikacji zamordowanej kobiety jako Emily Barker, gdyż Barker była młodsza niż ofiara zbrodni, której wiek szacuje się na 30-40 lat i niższa.
Swanson wykluczył związek morderstwa z Pinchin Street z działalnością Kuby Rozpruwacza. Zauważył także jego podobieństwo do zabójstw dokonanych w Rainham oraz Chelseae i „zagadki Whitehall”. Z wyciągniętymi przez Swansona wnioskami zgodził się Monro. Sugeruje się, że cztery wymienione morderstwa popełnił pojedynczy seryjny morderca, któremu nadano pseudonim „Torsowego Zabójcy”. Mógł on być tą samą osobą co Kuba Rozpruwacz lub innym, działającym w tym samym czasie i na tym samym obszarze co on, przestępcą. Znawcy Kuby Rozpruwacza, tacy jak Stewart Evans, Keith Skinner, Martin Fido, i Donald Rumbelow, wykluczają jakikolwiek związek między tymi dwoma mordercami na podstawie sporych różnic w modus operandi.
Monro został odwołany z funkcji komisarza 21 czerwca 1890, po tym, jak pokłócił się z Ministerstwem Spraw Wewnętrznych o renty byłych policjantów. Jego miejsce zajął Edward Bradford.

### Frances Coles

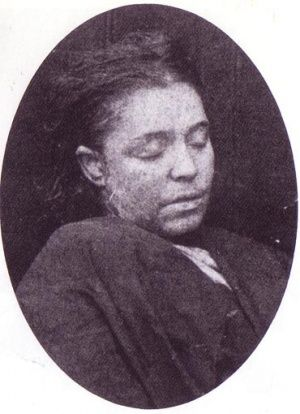
Frances Coles, zamieszkała w Spitalfields Chambers na White’s Row 8, zginęła w wieku 25 lat

Do ostatniego z uwzględnionych w śledztwie morderstw doszło w piątek 13 lutego 1891, kiedy to zamordowano prostytutkę Frances Coles przy łuku kolejowym. Jej zwłoki zostały odkryte przez Ernesta Thompsona ok. 2.15 w Swallow Garden – drodze prowadzącej z ulicy Chamber na ulicę Royal Mint w Whitechapel. Obrażenia z tyłu głowy Coles sugerowały, że została mocno uderzona o ziemię. Gardło kobiety zostało przecięte co najmniej dwukrotnie: z lewej do prawej i odwrotnie. Poza tym na jej ciele nie znaleziono żadnych obrażeń. Policja zatrzymała pod zarzutem morderstwa Jamesa Sadlera, widzianego z Coles na krótko przed jej śmiercią. Śledztwo w tej sprawie prowadzili Donald Swanson i Henry Moore. Prawdopodobnie podejrzewali, że Sadler jest Kubą Rozpruwaczem, o czym świadczył fakt, że dokładnie sprawdzali jego alibi podczas poszczególnych mordów dokonanych na Whitechapel. Z powodu braku dowodów mężczyzna został wypuszczony na wolność 3 maja 1892.

## Spuścizna
Abberline udał się na emeryturę w 1892. W tym samym roku urząd utracił Matthews. Arnold udał się na emeryturę w 1893, a Anderson i Swanson po 1900. Ostatnie akta w policyjnych dokumentach dotyczących morderstw na Whitechapel pochodzą z 1926. Zabójstwa pozostały niewyjaśnione, nie udało się też schwytać sprawcy bądź sprawców. Sensacyjne reportaże prasowe oraz otaczająca zbrodnie tajemnica doprowadziły do ogromnej popularności Kuby Rozpruwacza, któremu przypisywano większość lub nawet wszystkie morderstwa. Jego postać pojawiła się w setkach książek, filmów, gier komputerowych, komiksów itd.
Przez długi czas społeczeństwo ignorowało fatalne warunki życia w East Endzie. Dopiero dokonane tam zabójstwa zwróciły uwagę bogatszych klas społecznych na problemy dzielnicy. Opinia publiczna zażądała przeprowadzenia reform, protestując przeciwko biedzie i panującemu w East Endzie przeludnieniu. George Bernard Shaw w liście do gazety „The Star” ironicznie stwierdził:

Podczas gdy my, konwencjonalni socjaldemokraci, marnowaliśmy nasz czas na edukację, agitację i zrzeszanie się, jakiś niezależny geniusz wziął sprawę w swoje ręce i po prostu mordując i wypruwając wnętrzności kobietom zmienił prasowe hasełka w niedorzeczny rodzaj komunizmu.

W uchwalonych przez parlament w 1890 ustawach, dotyczących warunków mieszkalnych klasy robotniczej oraz publicznej służby zdrowia, ustanowiono minimalne standardy mieszkaniowe w celu zmniejszenia przeludnienia w najuboższych częściach miasta. Dwie dekady po tajemniczych mordach na Whitechapel wyburzono najnędzniejsze i najgorsze części tej dzielnicy.